# Métathèse (chimie)
Pour les articles homonymes, voir Métathèse.
La métathèse est une réaction chimique se traduisant par l'échange d'un ou plusieurs atomes entre espèces chimiques structuralement apparentées, conduisant sur le plan formel à des composés chimiques dans lesquels les liaisons des différents types sont en même nombre et de même nature, ou presque, que dans les réactifs.
En chimie organique, la métathèse est une réaction dans laquelle s’intervertissent des fragments entre molécules organiques. Ce phénomène a été découvert dans les années 1950 par l’analyse ultérieure des résultats de la polymérisation de l’éthylène effectué par Karl Ziegler. Les travaux d'Yves Chauvin à l'Institut français du pétrole ont permis la compréhension du mécanisme et l'application industrielle de cette réaction dans le domaine de la pétrochimie.
La métathèse est normalement conduite avec des alcènes, bien que d'autres composés organiques, comme les alcynes puissent également la subir.
Dans le cadre de la métathèse des alcènes, les fragments échangés correspondent à des groupements alkylidène (carbène portant des chaînes alkyle)  Les catalyseurs de métathèse des alcènes sont en général des complexes de métaux de transition tels que le nickel, le tungstène, le molybdène ou le ruthénium.
Un exemple est la cyclodimérisation de l'éthylène en cyclobutane, en utilisant un complexe triphénylphosphine de nickel comme catalyseur. 
Les premières réactions de métathèse des oléfines étaient catalysées par des métaux de transition combinés à des acides de Lewis, tels que WCl2/Bu4Sn, WOCl4/EtAlCl2, MoO3/SiO2 ou Re2O7/Al2O3. Cependant, ces catalyseurs sont d'usage assez limité en synthèse organique car ils tolèrent assez peu de groupes fonctionnels et requièrent des températures élevées.
Le mécanisme de la catalyse proposé par Yves Chauvin, met en jeu la réaction de l'alcène avec un carbène pour produire un métallacyclobutane comme intermédiaire. 
En se basant sur ce mécanisme, de nombreuses équipes ont alors tenté d'isoler des complexes alkylidène-métaux ou des métallacyclobutanes. Ces travaux ont conduit à la découverte des premiers catalyseurs constitués d'une seule espèce moléculaire. En 1990, Richard Schrock et son équipe ont décrit plusieurs dérivés du molybdène dont le catalyseur dit de Schrock, qui s'est révélé très efficace pour catalyser la métathèse d'oléfines même peu réactives. Ce catalyseur est à l'origine de l'utilisation de la métathèse en synthèse organique, hors de son contexte industriel.
Malheureusement, le catalyseur de Schrock restait difficile à utiliser à cause de sa sensibilité à l'air et à l'eau et de son intolérance pour certains groupes fonctionnels tels que les alcools ou les aldéhydes. Robert Grubbs et son équipe ont apporté leur contribution en isolant pour la première fois un alkylidène-ruthénium aussi appelé catalyseur de Grubbs de première génération. Contrairement au précédent, ce catalyseur s'est avéré stable à l'air et à l'eau tout en catalysant la métathèse de nombreuses oléfines dans des conditions douces.
Par la suite, l'équipe de Grubbs a encore amélioré son catalyseur de départ en proposant le catalyseur de Grubbs de deuxième génération  dans lequel l'une des phosphines du complexe initial est remplacée par un carbène N-hétérocyclique (en) moins labile et capable de mieux stabiliser les espèces réactionnelles grâce à son caractère de ligand sigma-donneur accru. Ce catalyseur est toujours aussi tolérant mais est plus actif que le premier dans la métathèse des oléfines.
La même réaction de métathèse peut être appliquée aux alcynes (fragments échangés : alkylidynes). Le catalyseur employé peut être soit un métallacarbyne bien défini du type carbyne de Schrock, soit le système de Mortreux, à savoir Mo(CO)6/Phénol.
Yves Chauvin, Robert Grubbs et Richard Schrock ont été honorés du prix Nobel en chimie en 2005 pour leurs recherches sur la métathèse.

## Diffusion et réception
En France, le grand public a découvert la métathèse lors de l'attribution du prix Nobel à Yves Chauvin. À cette occasion, le journaliste Gérard Dupuy en donnait la description suivante :
« Vous prenez une équipe de rugby et une autre de football, vous les secouez de façon à recoller la défense de l'une avec les avants de l'autre et vous obtenez une équipe de basket plus un chœur polyphonique. »
— Libération, 5 octobre 2005